# Hippothoe (Nereide)
Hippothoe (auch Hippothoë, altgriechisch Ἱπποθόη Hippothóē) ist eine Nymphe der Griechischen Mythologie. Als eine der 50 Töchter des Meeresgottes Nereus und der Doris gehört sie zu den Nereiden. Neben den neunundvierzig Schwestern hat sie einen Bruder, Nerites.

## Etymologie
Anhaltspunkt gibt eine Tochter des Okeanos mit dem Namen Hippo, hier in der Bedeutung von „Pferdemädchen, Wellenreiterin“. Der Wortbestandteil „Hippo-“, abgeleitet von ἵππος híppos „Pferd“, wird erweitert mit „-thoe“, der femininen Endung des Adjektivs θοός thoós „schnell“; zusammen ergibt das substantiviert den Sinn „die Pferdschnelle, die (auf den Wellen oder Meerestieren) Schnellreitende“. Ihr Name ist wie bei den anderen Nereiden einem Wesensmerkmal des Meeres entnommen und so auch Metapher für die schnellen Wellen selbst. In der Ilias findet sich Hippothoe als Eigenname in derselben Bedeutung.

## Quellen

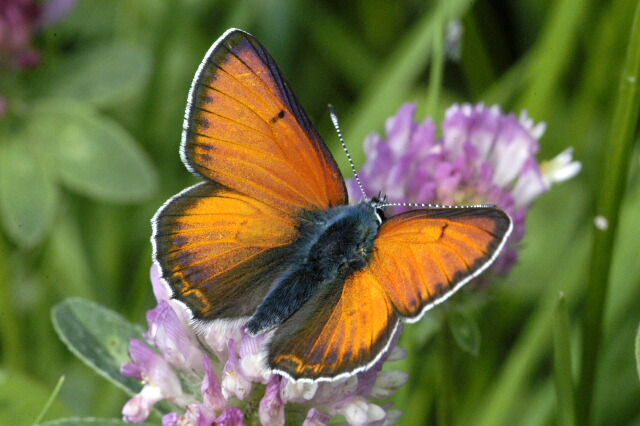
Schmetterling Lycaena hippothoe, benannt nach der Nereide.

## Sonstiges
Ein Schmetterling, der Lilagold-Feuerfalter, wurde nach Hippothoe benannt – sein wissenschaftlicher Name ist Lycaena hippothoe.

## Belege
1. ↑  Hesiod, Theogonie 351
2. ↑  Vergleiche Liddell unter dem Stichwort ἱππό-θοος.
3. ↑  Feminine Form von ἐρόεις eróeis „lieblich“, siehe Liddell
4. ↑  Übersetzung von Albert von Schirnding: Hesiod, Theogonie, Werke und Tage. Akademie-Verlag, Sammlung Tusculum, Berlin 2012